# Перссон, Гуннар
Гуннар Хильдинг Перссон (швед. Gunnar Hilding Persson; 31 декабря 1884, Стибю, Кристианстад — 21 декабря 1972, Лимхамн, Мальмёхус) — шведский борец греко-римского стиля. Участник летних Олимпийских игр 1908 года.

## Биография
Гуннар Перссон родился 31 декабря 1884 года в шведском городе Стибю в муниципалитете Симрисхамн.
Выступал в соревнованиях по греко-римской борьбе за «Спарту» из Мальмё.
В 1908 году вошёл в состав сборной Швеции на летних Олимпийских играх в Лондоне. В весовой категории до 66,6 кг во втором круге на 8-й минуте победил Эрнеста Блаунта из Великобритании, в четвертьфинале остался без соперника, в полуфинале на 3-й минуте проиграл будущему чемпиону Энрико Порро из Италии.
В 1909 году участвовал в неофициальном чемпионате Европы в Мальмё, где занял 6-е место в весовой категории до 75 кг.
Умер 21 декабря 1972 года в районе Лимхамн шведского муниципалитета Мальмё.